# Isola il Toro
Isola il Toro (deutsch „Stier-Insel“) ist die südlichste Insel des Sulcis-Archipels vor der Südwestküste Sardiniens und damit die südlichste Landmasse der italienischen Region Sardinien. Administrativ gehört die unbewohnte Insel zur Gemeinde (Comune) Sant’Antioco in der Provinz Sulcis Iglesiente.

## Geographie
Isola il Toro liegt rund 22 km südwestlich von Porto Pino (Comune Sant’Anna Arresi) auf dem sardinischen Festland, 11 km südlich von Sant’Antioco, der größten Insel des Sulcis-Archipels, sowie 10 km südwestlich der kleinen und ebenfalls unbewohnten Insel Vacca („Kuh-Insel“). Die annähernd runde Insel Toro hat einen Durchmesser von 350 bis 400 m und weist eine Fläche von 11 ha (0,11 km²) auf. Sie erhebt sich steil aus dem Meer und erreicht eine Höhe von 112 m über dem Meer; auf der höchsten Stelle befindet sich ein Leuchtturm.

## Fauna
Die Insel ist ein bedeutendes Brutgebiet zahlreicher, teils seltener  Vogelarten, wie beispielsweise des Eleonorenfalken (Falco eleonorae), des Wanderfalken (Falco peregrinus), der Sturmschwalbe (Hydrobates pelagicus) oder des Gelbschnabel-Sturmtauchers (Calonectris diomedea). Toro bildet daher, gemeinsam mit der Nachbarinsel Isola la Vacca, eine Zona di protezione speciale (ZPS), ein Europäisches Vogelschutzgebiet.